# Имнаишвили, Никифор Виссарионович
Никифор Виссарионович Имнаишвили (груз. ნიკიფორე ბესარიონის ძე იმნაიშვილი, 1888, Шухути, Ланчхутский муниципалитет — 1 октября 1937) — грузинский политик, член Учредительного собрания Грузии.

## Биография
Из духовного сословия.

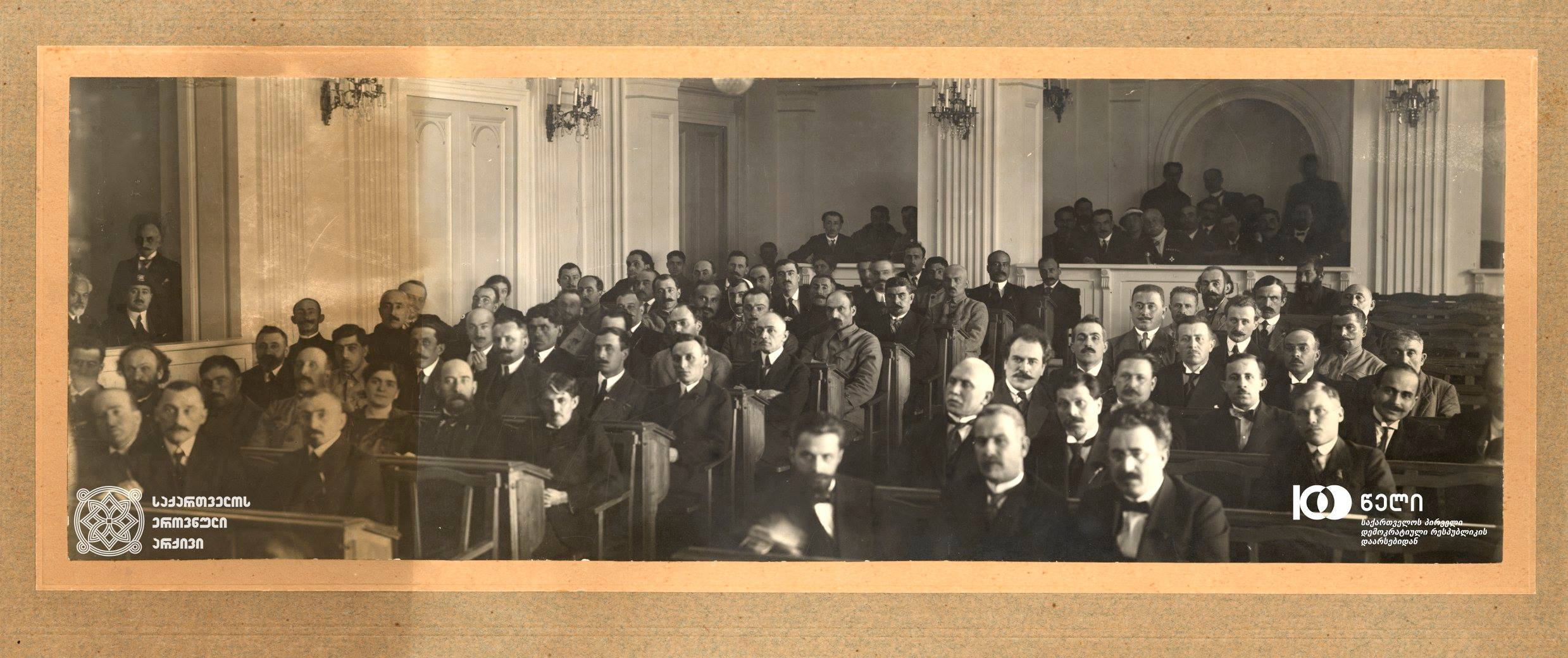
Учредительное собрание Грузии. Имнаишвили второй справа в третьем ряду, левая сторона

Окончил философский факультет университета Галле в Германии в 1911 году.
Вернувшись в Грузию в 1912 году преподавал в гимназии. 
Избран членом Учредительного собрания Грузии, сотрудничал в комитетах по образованию, библиотекам, бюджету, финансам и регулированию. 
Член РСДРП с 1914 года. В 1920 году выступил одним из организаторов партии «Схиви».
После советизации Грузии на преподавательской работе. Неоднократно был арестован — в 1924 году по обвинению в подпольной антисоветской деятельности, приговорён к тюремному заключению на 3 года; в 1932 году отправлен в ссылку на три года, освобождён из-под стражи по болезни; в 1937 году по обвинению в меньшевистской деятельности.
Расстрелян 1 октября 1937 года

## Известные адреса
Тбилиси, ул. Казанская (ныне — Ар. Курдиани), 23